# Arm wie eine Kirchenmaus
Arm wie eine Kirchenmaus ist ein deutscher Spielfilm aus dem Jahre 1931 von Richard Oswald mit Grete Mosheim in der Hauptrolle.

## Handlung
Unter den Angestellten der Wiener Universalbank herrscht große Aufregung. Generaldirektor Baron Thomas von Ullrich ist, kaum zurückgekehrt von einer Dienstreise in die Vereinigten Staaten, ganz entzückt von den dort herrschenden, sehr viel effizienteren Arbeitsmethoden. Vor allem das deutlich höhere Arbeitstempo hat den Bankier begeistert. Dies alles will er auch in seinem Bankhaus einführen. Als erstes feuert er seine langjährige und attraktive Sekretärin Olly und stellt statt ihrer die bislang arbeitslose, junge Stenotypistin Susi Sachs, Typ „arme, graue Kirchenmaus“, ein. Sie verspricht neues Tempo und sehr viel höheren Arbeitseifer. Gleich auf seiner nächsten Dienstreise nach Paris, wo ein wichtiger Öl-Vertrag unterzeichnet werden soll, nimmt er Fräulein Susi mit. 
Die ist nicht nur die rechte Hand ihres Chefs, sondern verliebt sich obendrein in ihn und sorgt, durchaus aus Eigeninteresse heraus, dass ihm die holde Damenwelt, die Interesse an dem Mann zeigt, nicht zu nahe kommt. Ullrich hatte durchaus etwas anderes im Sinne gehabt, als er Olly feuerte. Die attraktive junge Dame ist ihm in die Stadt der Liebe für ein Rendezvous nachgereist. Frech sagt Susi kurzerhand das Tete-a-tete mit Olly ab, ohne ihren Chef davon zu informieren, und halst ihm stattdessen ein langweiliges Diner mit Geschäftspartnern auf. Als Ullrich Susis Eigenmächtigkeiten herausfindet, ist er anfangs noch recht empört, erkennt aber dann, dass dies aus Liebe geschah. Und so diktiert er Susi seinen letzten Brief: Sie sei zwar gefeuert, aber er möchte sie zugleich fragen, ob sie nicht seine Ehefrau werden wolle.

## Produktionsnotizen
Arm wie eine Kirchenmaus entstand zwischen dem 24. September und dem 14. Oktober 1931 und wurde am 5. November 1931 im Berliner Gloria-Palast uraufgeführt. 
Emil Justitz übernahm die Produktionsleitung, Walter Zeiske die Aufnahmeleitung. Franz Schroedter entwarf die Filmbauten, Ralph Benatzky schrieb auch die Texte zu seinen Kompositionen.
Der Filmvorspann wird von den beiden auch als Kabarettisten bekannten Wahl-Wienern Paul Morgan und Fritz Grünbaum als Sketch gesprochen.
Folgende Musiktitel werden gespielt:
- Arm wie eine Kirchenmaus
- Ich bin immer beim Schreibtisch gesessen

## Kritiken
„Das Bühnenstück von Fodor ist für den Film von Heinz Goldberg und Felix Salten bearbeitet worden ... wobei Goldberg, der erfolgreiche Drehbuchautor, wohl mehr für das filmische und filmisch mögliche Element zu sorgen hatte, während Salten, der geistreiche Wiener Schriftsteller, die hübschen Einfälle hatte, die sich zwanglos mit der ursprünglichen Handlung vereinigen ließen.“

Paimann’s Filmlisten resümierte: „Das Sujet bezieht seine stärksten Szenen vom Bühnenvorwurf. Neu hinzugekommene Details, an sich ebenso wie einige Chansons (Benatzky) sehr nett, verringern seine Geschlossenheit. Durch ungezwungene Echtheit überragend die Mosheim, in einem ihr ebenbürtigem Ensemble. Oswalds Regie, treffsicher in Darstellerwahl und -führung, könnte straffer szenenweise sein.“

„Seinen damals als so erfrischend empfundenen Charme hat der Film sich bis heute bewahrt. Die Geschichte wird temporeich erzählt, Anflüge feiner Ironie wechseln mit Momenten behutsamer Dramatisierung.“